# Poa
- Commons
- Wikispecies

Poa L. é um gênero botânico pertencente à família Poaceae.
Na classificação taxonômica de Jussieu (1789), Poa é o nome de um gênero  botânico,  ordem  Gramineae,  classe Monocotyledones com estames hipogínicos.

## Sinonímia
| - Arctopoa (Griseb.) Prob. - Austrofestuca (Tzvelev) E. B. Alexeev - Bellardiochloa Chiov. - Dasypoa Pilg. - Oreopoa Gand. | - Paneion Lunell - Panicularia Fabr. - Parodiochloa C.E. Hubb. - Poagris Raf. - Poidium Nees |

## Principais espécies
| - Poa alpina - Poa annua - Poa bivonae - Poa bulbosa - Poa caesia - Poa cenisia - Poa chaixi - Poa compressa | - Poa dura - Poa flabellata - Poa laxa - Poa nemoralis - Poa pratensis - Poa serotina - Poa trivialis |

- «Lista completa»

## Classificação do gênero
| Sistema | Classificação                   | Referência               |
| ------- | ------------------------------- | ------------------------ |
| Linné   | Classe Triandria, ordem Digynia | Species plantarum (1753) |